# Hôtel de Ville (Métro Paris)

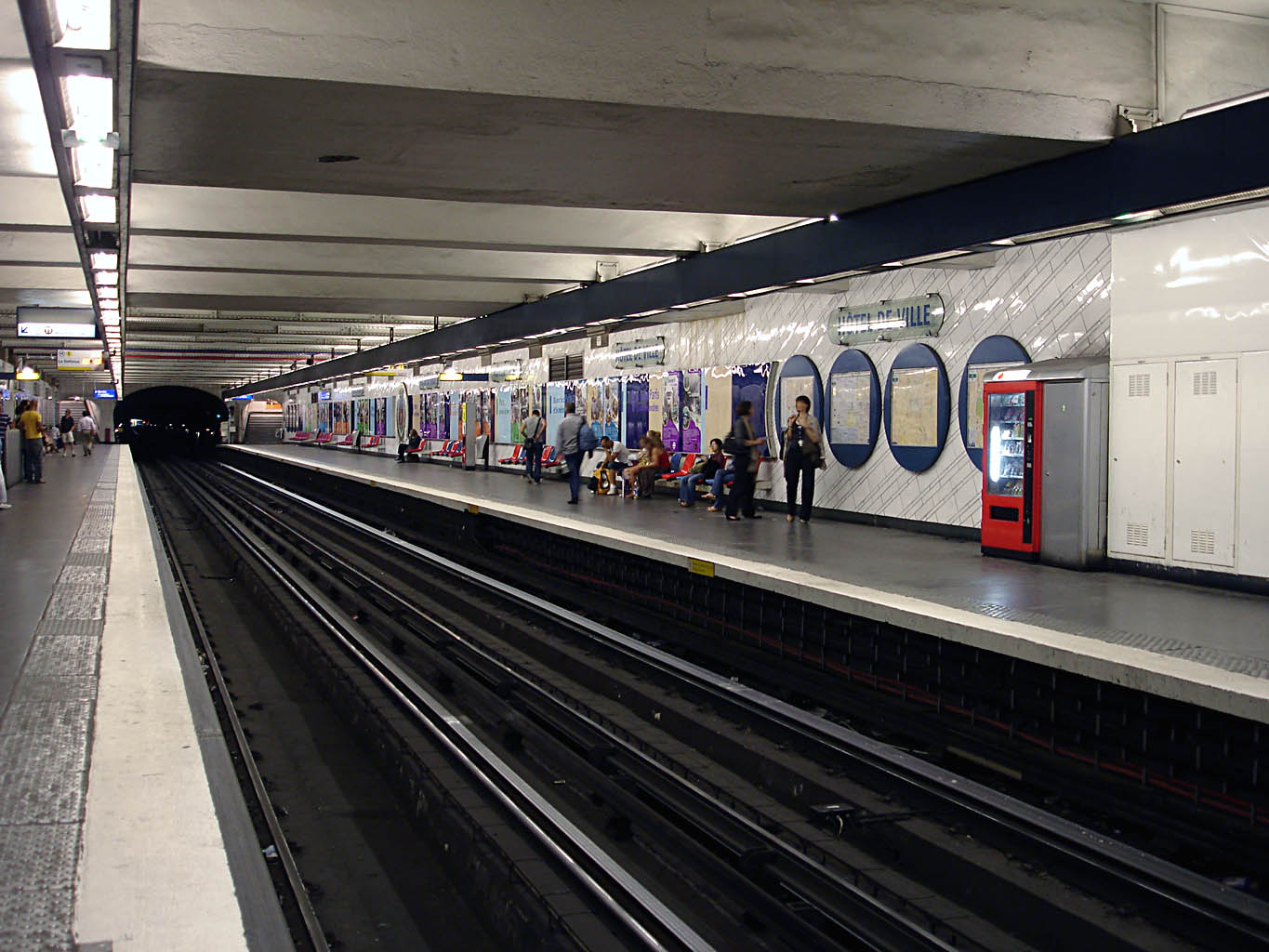
Station der Linie 1 vor dem Einbau der Bahnsteigtüren, 2008

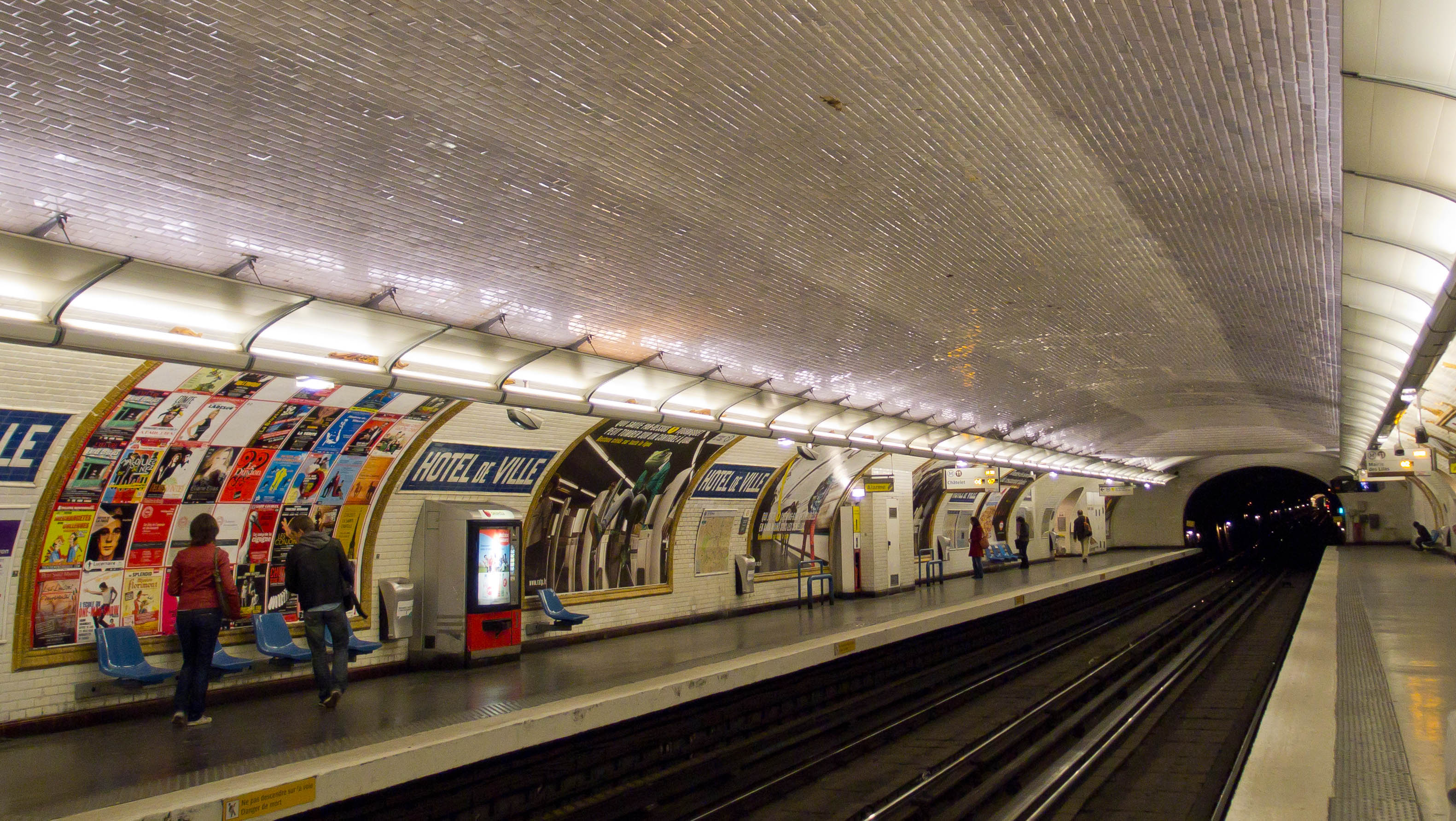
Station der Linie 11

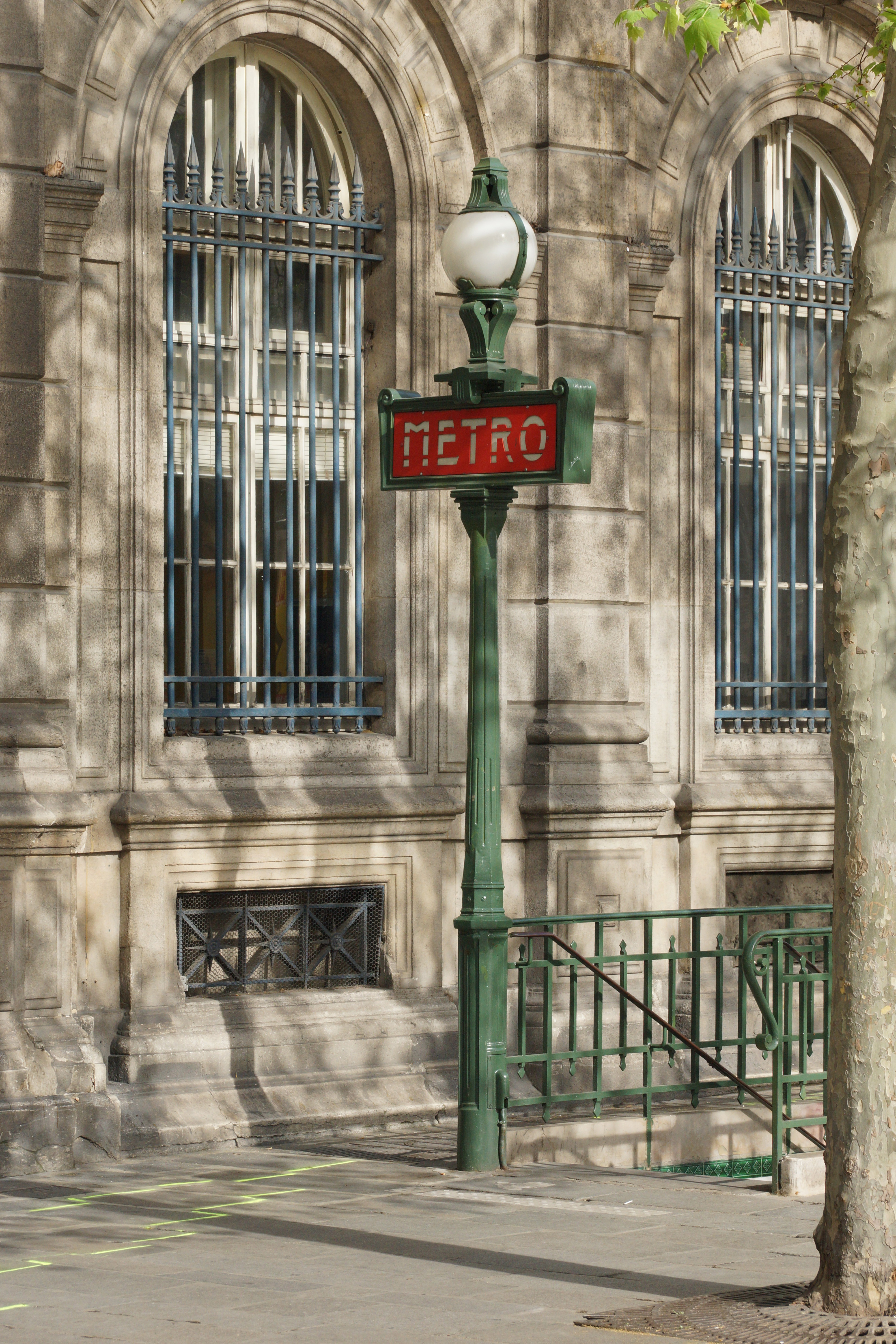
Art-déco-Kandelaber an einem der Zugänge

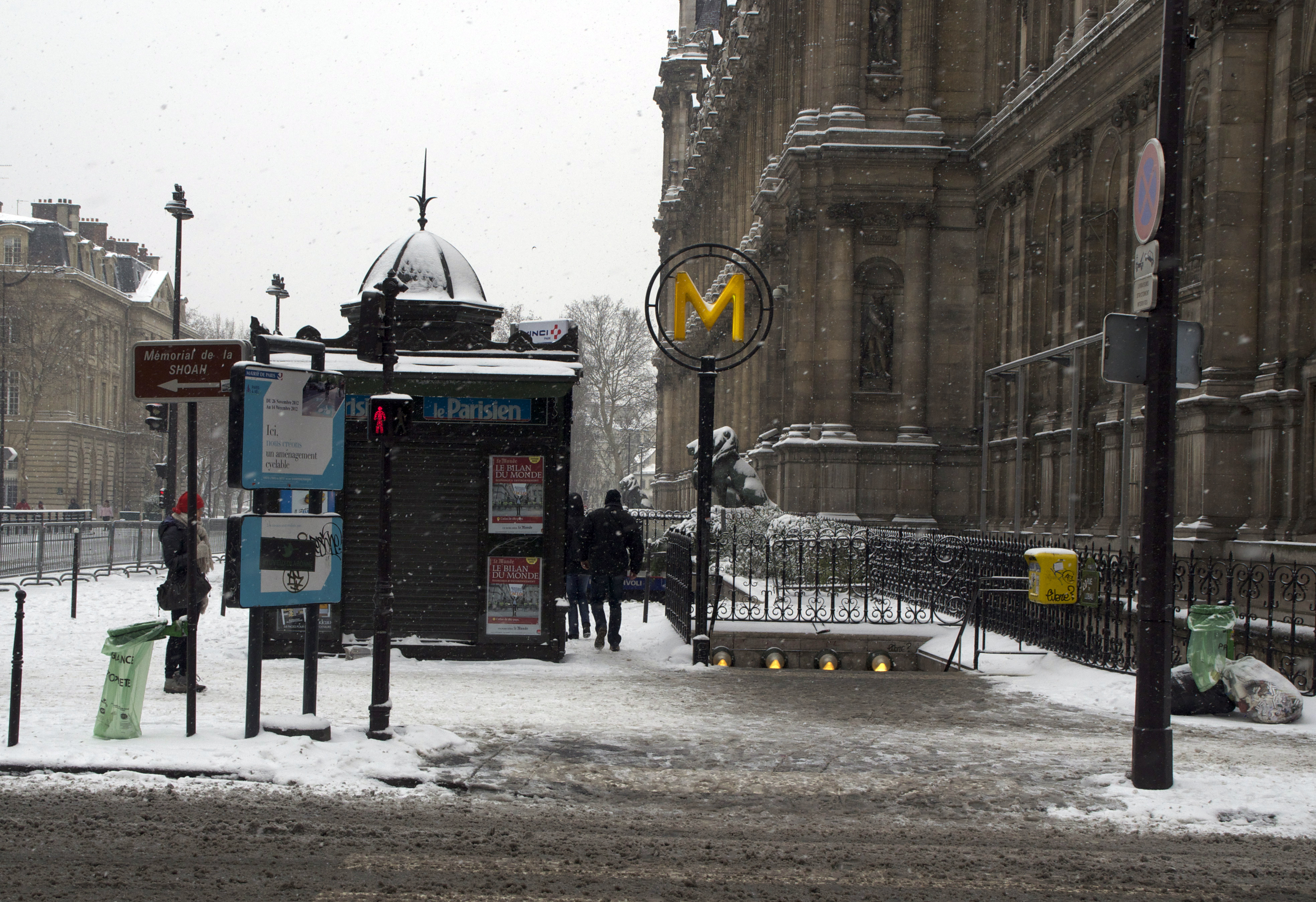
Zugang an der Rue de Lobau

Der unterirdische U-Bahnhof Hôtel de Ville [otɛl də vil] ist ein Umsteigebahnhof der Pariser Métro. Er wird von den Linien 1 und 11 bedient. Mit etwa 33.000 Fahrgästen täglich zählte er 2004 zu 20 frequenzstärksten Stationen der Metro.

## Lage
Der U-Bahnhof befindet sich im Quartier Saint-Merri des 4. Arrondissements von Paris. Die Station der Linie 1 liegt längs unter der Rue de Rivoli zwischen der Place de l’Hôtel-de-Ville und der Rue de Lobau, die der Linie 11 längs unter der Rue du Renard.

## Name
Den Namen gibt das nahegelegene Pariser Rathaus (fr: Hôtel de ville de Paris). Das Gebäude ging zur Zeit der Pariser Kommune am 25. Mai 1871 in Flammen auf und wurde zwischen 1873 und 1883 im Stil der Renaissance wieder aufgebaut.

## Geschichte
Die Station der Linie 1 wurde in einer offenen Baugrube errichtet und am 19. Juli 1900 mit der Eröffnung der Linie in Betrieb genommen. Diese verkehrte damals auf dem Abschnitt von Porte de Vincennes nach Porte Maillot. Am 27. August 1903 kam es beim Ausfall der Beleuchtung aufgrund eines Kurzschlusses zu einem Unfall mit einem Todesopfer.
Zunächst war die Station 75 m lang, Anfang der 1960er Jahre wurde sie auf 90 m verlängert und für den Verkehr mit gummibereiften Zügen umgerüstet. Im März 2009 wurden die Bahnsteige angehoben und im Zuge der Einführung des fahrerlosen Betriebs später mit Bahnsteigtüren ausgestattet.
Am 28. April 1935 wurde die Station der Linie 11 eröffnet. Sie führte von ihrem innerstädtischen Endpunkt Châtelet zunächst 5500 m weit bis Porte des Lilas.

## Beschreibung
Beide Stationen haben Seitenbahnsteige an zwei Streckengleisen. Die Station der Linie 1 hat einen rechteckigen Querschnitt mit einer auf querlaufende Balken gestützten Decke.
Unter einem elliptischen, weiß gefliesten Gewölbe mit gekrümmten Seitenwänden liegt die Station der Linie 11. Sie ist nach wie vor 75 m lang. Westlich der Place de l’Hôtel-de-Ville unterquert ihre Strecke die der Linie 1 und biegt danach in die Rue de la Coutellerie ein.
Es gibt sechs Zugänge, die unterschiedlich gestaltet sind. So weisen die Zugänge an der Rue de Renard von Adolphe Dervaux im Stil des Art déco entworfene Kandelaber, der an der Rue de Lobau einen in den 1950er Jahren eingeführten Mast mit einem gelben M in einem Doppelkreis auf.

## Fahrzeuge
Zunächst verkehrten auf der Linie 1 Züge, die aus einem Triebwagen mit nur einem Führerstand und zwei Beiwagen bestanden. Diese Fahrzeuge waren zweiachsig und jeweils knapp neun Meter lang. Bereits 1902 wurden Acht-Wagen-Züge mit je einem Triebwagen an den Zugenden gebildet. Bis 1905 wurden die Triebwagen, ab 1906 auch die Beiwagen durch vierachsige Fahrzeuge auf Drehgestellen ersetzt. 1908 hielten grün lackierte Fünf-Wagen-Züge der Bauart Sprague-Thomson auf der Linie 1 Einzug, die sich dort bis in die 1960er Jahre hielten. Ab Mai 1963 wurden die auf Schienen verkehrenden Sprague-Thomson-Züge sukzessive durch gummibereifte Fahrzeuge der Baureihe MP 59 abgelöst, bis Dezember 1964 herrschte Mischverkehr der zwei Betriebsarten. 1997 folgte die Baureihe MP 89 CC, die mit der Aufnahme des automatischen Betriebs der Baureihe MP 05 wich.
Auf der Linie 11 wurden die Sprague-Thomson-Züge nach dem Umbau der Strecke im Jahr 1956 zunächst durch die „Gummi“-Baureihe MP 55 ersetzt, die ab 1999 durch die Baureihe MP 59 abgelöst wurde, seit 2009 ergänzt um einen Zug der Baureihe MP 73. Anfang Juni 2023 begann die schrittweise Umstellung der Linie 11 auf Fünf-Wagen-Züge der Baureihe MP 14.

## Umgebung

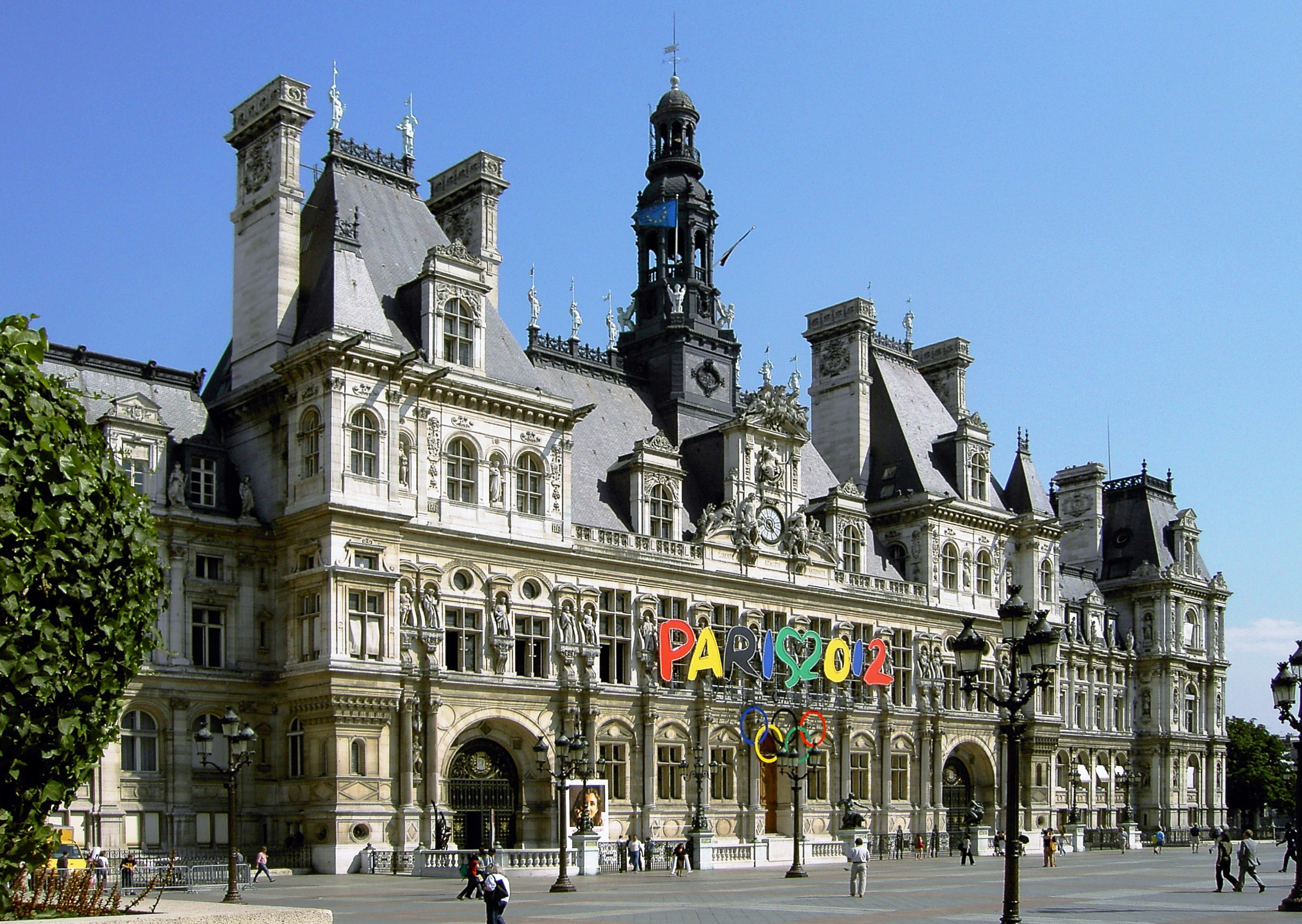
Hôtel de ville (Rathaus)

- Hôtel de ville de Paris